# Combat de Restmeur
Chouannerie
La combat de Restmeur se déroule le 8 février 1800 pendant la Chouannerie.

## Déroulement
En janvier 1800, la chouannerie s'étend dans l'est du Trégor, à la suite du retour dans le pays de Pierre Taupin, qui a acquis une réputation redoutable à la suite son évasion rocambolesque du bagne guyanais. Une troupe de 400 chouans est alors active aux alentours de Pontrieux. Le 8 février 1800, les chouans de Taupin, venus de la région de Plouha, s'installent dans le château du Restmeur, à Pommerit-le-Vicomte,,,. Informé de ce mouvement, les républicains du cantonnement de Pontrieux, envoient 50 hommes de la garde nationale et de la compagnie franche à la rencontre des chouans,.
Mais les chouans sont eux-mêmes prévenus par des sentinelles et le combat s'engage près du château,. Les républicains finissent par battre en retraite. Leurs pertes sont de trois hommes tués et d'un blessé, le capitaine Daniel.
Les insurgés quittent le château du Restmeur le lendemain, vers 7 heures du matin, et se portent en direction de Tréglamus en passant par le pont de Squiffiec.